# Cartografía social

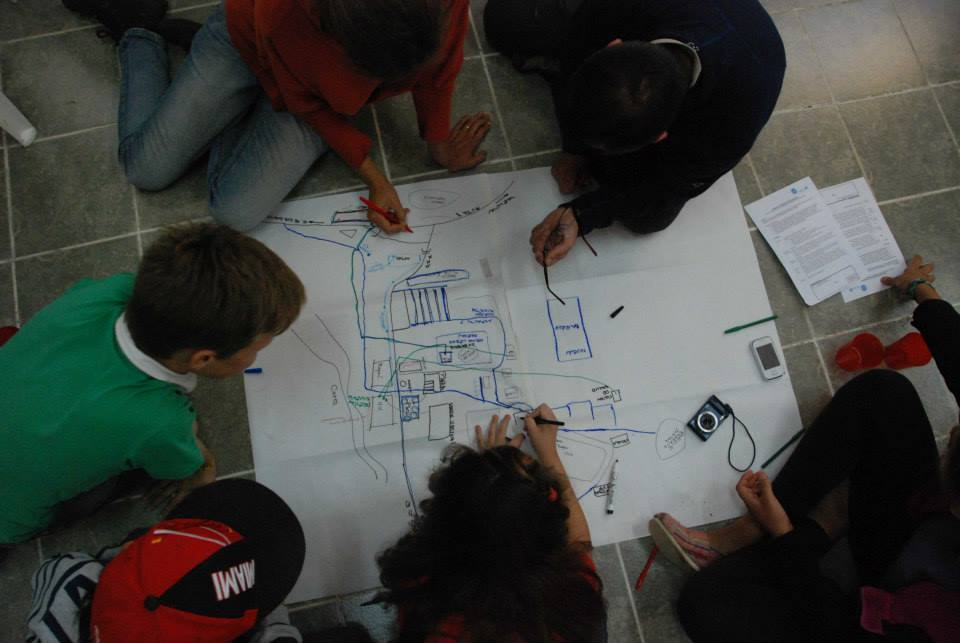
Taller de Cartografía Social

La cartografía social es un método de producción de mapas sociales colectivo, horizontal y participativo. Esta particularidad, que a primera vista parece responder a la moda actual en los métodos de intervención e investigación, rescata los modos más antiguos de construcción y producción de mapas: el colectivo. 
Para López Trigal,

El desarrollo de la cartografía social se explica a partir de varios procesos concurrentes: por una parte, el fracaso de muchos proyectos de desarrollo local, concebidos, diseñados y puestos en práctica por funcionarios y técnicos de organizaciones gubernamentales o no gubernamentales mediante un proceso top down. Este fracaso se suele atribuir al bajo involucramiento de la población beneficiaria en las diversas etapas del proyecto. Por otra parte, es cada vez más evidente la necesidad de la participación social.

Para Alfredo Carballeda,

La Cartografía Social, también es un instrumento de intervención, no sólo de conocimiento o aproximación, ya que, al actuar tan intensamente con los actores que forman parte de sus procesos de aplicación, generan en éstos nuevas inscripciones y marcas. Este mismo efecto es posible pensarlo a nivel territorial, ya que la Cartografía no sólo describe desde lo objetivo y lo subjetivo, sino que hace ver, aquello que pasa desapercibido, carente de articulación, o sentido inminente, recuperándolo y transformándolo muchas veces en un acontecimiento significativo a nivel territorial.

Mientras que el mapa tradicional nace normado y se posa en el paradigma de la representación, el mapa social lo hace consensuado sobre la experiencia vivida en un plano común; por su parte, el tradicional es obrado de modo vertical y el social se produce de modo horizontal. No obstante, ambos comparten el problema del poder de la cartografía dado que el cartógrafo es un sujeto social, inmerso en intereses políticos que configuran la realidad social de su tiempo, su conocimiento no es neutro ni imparcial, está inserto en las tramas del poder y su conocimiento es instrumentalizado por aquel. 
Por ello, en la cartografía social, el cartógrafo es colectivo; es decir, no hay cartografía sin comunidad. Esta colectivización involucra que los objetos y acciones existentes en el espacio sean compartidas e intercambiadas. Así, cada integrante del obraje advierte nuevos objetos y nuevas acciones. Los cartógrafos sociales del mapa social son aprendices de su propio espacio; espacio que al mismo tiempo se encuentran produciendo. Se trata de mapas participativos (véase tabla 1), en el que se configura conocimiento comunitario.  
Tabla 1: Criterios para identificar y denotar mapas participativos en la Cartografía Participativa 
| La Cartografía Participativa se define por el proceso de producción.                                                     | Los mapas participativos se planean en torno a un objetivo común y a una estrategia de empleo, y a menudo se realizan con aportaciones de toda una comunidad en un proceso abierto e incluyente. Cuanto mayor sea el nivel de participación de todos los miembros de la comunidad, más beneficioso será el resultado, porque el mapa final reflejará la experiencia colectiva del grupo que lo haya producido. |
| La Cartografía Participativa se define por un producto que representa el ideario de la comunidad.                        | La producción de mapas se lleva a cabo por comunidades para mostrar información que es pertinente e importante para sus necesidades y que está destinada a su uso. |
| La Cartografía Participativa se define por el contenido de los mapas que representa conocimientos e información locales. | Los mapas contienen los nombres de los lugares de una comunidad, sus símbolos, escalas y características prioritarias y representan sistemas de conocimientos locales. |
| La Cartografía Participativa no se define por el nivel de observancia de las convenciones cartográficas oficiales.       | Los mapas participativos no se limitan a los medios oficiales: el mapa de una comunidad puede ser un dibujo hecho en la arena, lo mismo que puede estar incorporado en un sofisticado SIG informático. En tanto que los mapas ordinarios buscan la conformidad, los comunitarios asumen la diversidad de presentación y de contenido. Dicho esto, para que resulten útiles a los grupos ajenos a la comunidad, como las autoridades estatales, cuanto más de cerca sigan las convenciones cartográficas reconocidas, mayor será la probabilidad de que se los considere instrumentos de comunicación eficaces. |

Fuente: Barragán
Actualmente la cartografía social tiene un gran desarrollo, en Latinoamérica, donde se destacan los aportes de Montoya Arango; Diez Tetamanti en abordajes integrales,  el libro Teoría y Método de la Cartografía Social y, García Barón. Entre sus influencias más fuertes se encuentra la Psicogeografía, y el Método Cartográfico de Gilles Deleuze y adaptaciones metodológicas como las Kastrup y Passos.

## Metodología
Los dispositivos de trabajo pueden variar, a partir de los diferentes enfoques que cada grupo de trabajo. No obstante, se considera que el proceso de creación del dispositivo es siempre colectivo; se trate de un proceso de intervención social, investigación y/o extensión, todos los pasos del dispositivo serán discutidos y consensuados comunitariamente.
Dentro de los elementos metodológicos, se utiliza un derrotero. El derrotero es “una secuencia de aspectos cartografiables y referenciables con un orden escénico que pueda ser sistematizado”. Esto puede verse como una “referencialidad” que colabora como guía con la construcción del texto-mapa y con la lectura del mismo. El derrotero es el código simbólico que permitirá el diseño de la cartografía social. Al mismo tiempo, se explicita el objetivo del trabajo, los destinatarios y todo aquello que desee socializarse con los cartógrafos sociales. De esta manera, el derrotero, constituye la guía central para la tematización, discusión y producción del mapa social. En este se trabaja con formato de “capas” que son diferenciadas con colores. Cada una de ellas puede incluir un sub-tema o elemento a cartografiar. Así, funciona como guía en la “deriva” en términos situacionalistas que proporciona el método cartográfico, puesto que no es una guía estricta y fija, sino la traza de un rumbo por donde irá la discusión y la obra que producirá el mapa.

## Variaciones metodológicas
Entre sus variantes, pueden observarse prácticas tales como la cartografía participativa, la cartografía ciudadana, el mapeo colectivo y las cartografías educativas; enfoques  que deben examinarse en sus dimensiones epistemológicas y filosóficas.
En su adaptación a la educación deben asumirse algunas precauciones metodológicas, en función del empoderamiento y las concepciones sobre las prácticas, tal como se ha esbozado en la Cartografía Social Pedagógica, la cual gradualmente se ha configurado como estrategia de investigación e intervención social. Así, la Cartografía Social Pedagógica se configura como innovación en educación. 
En este tipo de cartografía, como dispositivo de producción de subjetividades, acontecen relaciones narrativas y se genera inmersión ficcional. Así, para Barragán y Torres al propiciarse la ficción, en la cartografía, debe considerarse que: a) se invierte la jerarquía entre percepción y actividad imaginativa, b) coexisten el entorno real y el universo imaginado, c) se regula a sí misma por medio de los códigos, d) está cargada de afectividad. En consecuencia, siguiendo la línea discursiva de los investigadores, es una obra narrativo-ficcional que despliega, también, los siguientes aspectos: a) pre-compresiones del mundo de la acción, b) composiciones poéticas-ficcionales-imaginativas, c) participaciones existenciales en el mundo de la acción y de la intriga, d) actividad mimética. En estos términos, aparece una ambivalencia discursiva que “es, efectivamente, la potencia, en este caso, de la cartografía social pedagógica y, por extensión, de todo ejercicio de mapeo social”